# Южнославянский институт Киевского славистического университета
Южнославянский институт Киевского славистического университета (укр. Південнослов’янський інститут Київського славістичного університету) — вуз IV уровня аккредитации, расположен в Николаеве.
Основан в 1994 году под патронатом Национальной академии наук Украины как филиал Киевского славистического университета. В 2001 году филиал был переименован в Южнославянский институт Киевского славистического университета.

## Специальности
- Филология
- Психология
- Менеджмент
- Финансы и кредит
- Отчёт и аудит
- Геодезия, картография и землеустройство
- Международные отношения